# Spoorlijn Tours - Saint-Nazaire
De spoorlijn Tours - Saint-Nazaire is een Franse spoorlijn van Tours via Saumur, Angers en Nantes naar Saint-Nazaire. De lijn is 258,3 km lang en heeft als lijnnummer 515 000.

## Geschiedenis
Tussen Tours en Nantes werd de lijn in gedeeltes geopend door de Compagnie du chemin de fer de Tours à Nantes, van Tours naar Saumur op 20 december 1848, van Saumur naar Angers op 1 augustus 1849 en van Angers naar Nantes op 21 augustus 1851. Op 18 maart 1852 ging de concessie over naar de Compagnie du chemin de fer de Paris à Orléans, die het gedeelte tot Saint-Nazaire opende op 10 augustus 1857.

### Tracéwijzigingen
In Tours liep tot 1964 de lijn meer westelijk tussen station Tours en het raccordement van Saint-Pierre-des-Corps naar Nantes. 
Het tracé in Nantes is vanaf 1941 tweemaal gewijzigd, tot 1941 liep de lijn ten westen van station Nantes over de Quai de la Fosse waar tegenwoordig tramlijn 1 ligt. Op dit gedeelte waren er over een afstand van bijna 5 kilometer 23 overwegen, met de noodzakelijke maximumsnelheid van 16km/h. Na het dempen van de Loirearm door de stad werd een tijdelijk tracé aangelegd ten zuiden van het voormalige Ile Feydeau. In 1955 werd het overdekte tracé in de voormalige rivierbedding en ondertunneling van de stad voltooid.
In Saint Nazaire is in 1955 een nieuw station in gebruik genomen zodat doorgaande treinen richting Le Croisic niet langer kop hoefden te maken. Het oude station is daarna verbouwd tot theater.

## Treindiensten
De SNCF verzorgt het personenvervoer op dit traject met TGV en TER treinen.
| Serie      | Treinsoort | Route | Bijzonderheden                                                                             |
| ---------- | ---------- | --- | ------------------------------------------------------------------------------------------ |
| TGV 5200   | TGV (SNCF) | [ [ Nantes – ] / [ Rennes – ] Le Mans – ] / [ Bordeaux-Saint-Jean – Saint-Pierre-des-Corps – ] Massy TGV – Aéroport Charles-de-Gaulle 2 TGV – [ Lille-Europe ] / [ Lille-Flandres ] |                                                                                            |
| TGV 5300   | TGV (SNCF) | [ [ [ Nantes – Angers-Saint-Laud – [ Saumur – Saint-Pierre-des-Corps – ] / [ Le Mans – ] ] / [ Rennes – Le Mans – ] Massy TGV – ] ] / [ Le Havre – Rouen-Rive-Droite – Mantes-la-Jolie – Versailles-Chantiers – Massy-Palaiseau – ] Lyon-Part-Dieu – [ Lyon-Perrache ] / [ Valence-Rhône-Alpes-Sud TGV – [ Nîmes-Pont-du-Gard – Montpellier-Sud-de-France ] / [ Nîmes – Montpellier-Saint-Roch ] / [ Avignon TGV – Aix-en-Provence TGV – Marseille-Saint-Charles ] ] |                                                                                            |
| TGV 5450   | TGV (SNCF) | [ Rennes – ] / [ Nantes – Angers-Saint-Laud – ] Le Mans – Massy TGV – Marne-la-Vallée - Chessy – Aéroport Charles-de-Gaulle 2 TGV – Champagne-Ardenne TGV – Lorraine TGV – Strasbourg-Ville | Twee treinen per dag.                                                                      |
| Ouigo 7620 | TGV (SNCF) | Paris-Montparnasse – Le Mans – Angers-Saint-Laud – Nantes |                                                                                            |
| TGV 8800   | TGV (SNCF) | Paris-Montparnasse – Massy TGV – Le Mans – Angers-Saint-Laud – Nantes |                                                                                            |
| TGV 8900   | TGV (SNCF) | Paris-Montparnasse – Le Mans – Angers-Saint-Laud – Nantes – [ Saint-Nazaire – Le Croisic ] / [ La Roche-sur-Yon – Les Sables-d'Olonne ] |                                                                                            |
| TGV 9800   | TGV (SNCF) | [ Luxemburg – Thionville – Metz-Ville – Strasbourg-Ville – Mulhouse-Ville – Belfort-Montbéliard TGV – Besançon Franche-Comté TGV – Dijon-Ville – Mâcon-Ville – ] / [ Brussel-Zuid – Lille-Europe – Arras – TGV Haute-Picardie – Aéroport Charles-de-Gaulle 2 TGV – [ Champagne-Ardenne TGV – Meuse TGV – Lorraine TGV – Strasbourg-Ville ] / [ Marne-la-Vallée - Chessy – [ Massy TGV – Le Mans – [ Laval – Rennes ] / [ Angers-Saint-Laud – Nantes ] ] / [ Creusot TGV – ] Lyon-Part-Dieu – [ Avignon TGV – Marseille Saint-Charles ] / [ Montpellier-Saint-Roch – Perpignan ] ] | Dagelijkse verbinding met Montpellier en Marseille. Perpignan - Brussel tweemaal per week. |
| IC 4400    | IC (SNCF)  | Lyon-Perrache – Lyon-Part-Dieu – Roanne – Saint-Germain-des-Fossés – Moulins-sur-Allier – Nevers – Bourges – Vierzon – Saint-Pierre-des-Corps – Saumur – Angers-Saint-Laud – Nantes |                                                                                            |
| K 1        | TER (SNCF) | Orléans – Beaugency – Blois - Chambord – Amboise – Saint-Pierre-des-Corps – Tours – Saumur – Angers-Saint-Laud – Ancenis – Nantes – Savenay – Saint-Nazaire – Le Croisic | een trein per dag tot Le Croisic                                                           |
| K 2        | TER (SNCF) | Nantes – Savenay – Saint-Nazaire – Le Croisic |                                                                                            |
| K 4        | TER (SNCF) | Rennes – Vitré – Laval – Sablé-sur-Sarthe – Angers-Saint-Laud – Ancenis – Nantes |                                                                                            |
| K 14       | TER (SNCF) | Nantes – Savenay – Redon – Questembert – Vannes – Auray – Hennebont – Lorient – Quimperlé – Rosporden – Quimper |                                                                                            |
| K 15       | TER (SNCF) | Le Mans – Sablé-sur-Sarthe – Angers-Saint-Laud – Ancenis – Nantes |                                                                                            |
| C 4        | TER (SNCF) | Ancenis – Nantes |                                                                                            |
| C 20       | TER (SNCF) | Angers-Saint-Laud – Cholet |                                                                                            |
| P 1        | TER (SNCF) | Tours – Saumur – Angers-Saint-Laud |                                                                                            |
| P 2        | TER (SNCF) | Nantes – Savenay – Saint-Nazaire |                                                                                            |
| P 5        | TER (SNCF) | Angers-Saint-Laud – Ancenis – Nantes |                                                                                            |
| P 15       | TER (SNCF) | Le Mans – Sablé-sur-Sarthe – Angers-Saint-Laud |                                                                                            |
| P 65       | TER (SNCF) | [ Angers-Saint-Laud – ] / [ Tours – ] Saumur – Thouars – Bressuire – La Roche-sur-Yon |                                                                                            |

## Aansluitingen
In de volgende plaatsen is of was er een aansluiting op de volgende spoorlijnen:
Tours
RFN 525 000, spoorlijn tussen Les Sables-d'Olonne en Tours
RFN 525 901, voormalig einde in Tours van lijn 525 000, Les Sables-d'Olonne - Tours
RFN 561 000, spoorlijn tussen Tours en Le Mans
RFN 562 300, raccordement van Saint-Pierre-des-Corps naar Nantes
RFN 563 300, raccordement tussen Saint-Pierre-des-Corps en Tours
RFN 564 300, raccordement tussen Tours en Monts (aansluiting Bordeaux)
Saint-Côme
RFN 515 241, raccordement van Saint-Côme
Port-Boulet
RFN 571 000, spoorlijn tussen Port-Boulet en Port-de-Piles
Saumur
RFN 500 000, spoorlijn tussen Chartres en Bordeaux-Saint-Jean
Angers-Maître-École
RFN 450 000, spoorlijn tussen Le Mans en Angers-Maître-École
RFN 511 000, spoorlijn tussen Angers-Saint-Laud en La Flèche
RFN 521 000, spoorlijn tussen Loudun en Angers-Maître-École
Angers-Saint-Laud
RFN 511 000, spoorlijn tussen Angers-Saint-Laud en La Flèche
La Possonnière
RFN 523 000, spoorlijn tussen La Possonnière en Niort
Nantes-Blottereau
RFN 457 306, raccordement van les Américains
Nantes
RFN 514 300, raccordement van les deux gares
RFN 519 000, spoorlijn tussen Nantes en Châteaubriant
RFN 530 000, spoorlijn tussen Nantes en Saintes
Savenay
RFN 470 000, spoorlijn tussen Savenay en Landerneau
Montoir-de-Bretagne
RFN 460 000, spoorlijn tussen Sablé-sur-Sarthe en Montoir-de-Bretagne
Saint-Nazaire
RFN 516 000, spoorlijn tussen Saint-Nazaire en Le Croisic

## Elektrische tractie
De lijn werd in gedeeltes geëlektrificeerd, tussen Tours en Saint-Côme in 1982 met een gelijkspanning van 1500 volt. Tussen Saint-Côme en Saumur in 1982, tussen Saumur en Nantes in 1983 en tussen Nantes en Saint-Nazaire 1986, deze gedeeltes werden geëlektrificeerd met een wisselpanning van 25.000 volt 50 Hz.